# Marwell Periotti
Marwell Chiafredo Periotti (ur. 25 maja 1939 w Santa Fe, zm. 27 października 2004 w Buenos Aires) – argentyński piłkarz, grający podczas kariery na pozycji bramkarza.

## Kariera klubowa
Marwell Periotti podczas piłkarskiej kariery występował w stołecznych San Lorenzo de Almagro i Tigre. W lidze argentyńskiej rozegrał 41 spotkań.

## Kariera reprezentacyjna
W olimpijskiej reprezentacji Argentyny Periotti występował w 1960, kiedy to uczestniczył w Igrzyskach Olimpijskich w Rzymie. Na turnieju we Włoszech wystąpił we wszystkich trzech meczach z Danią, Tunezją i Polską.